# Schatzkarte

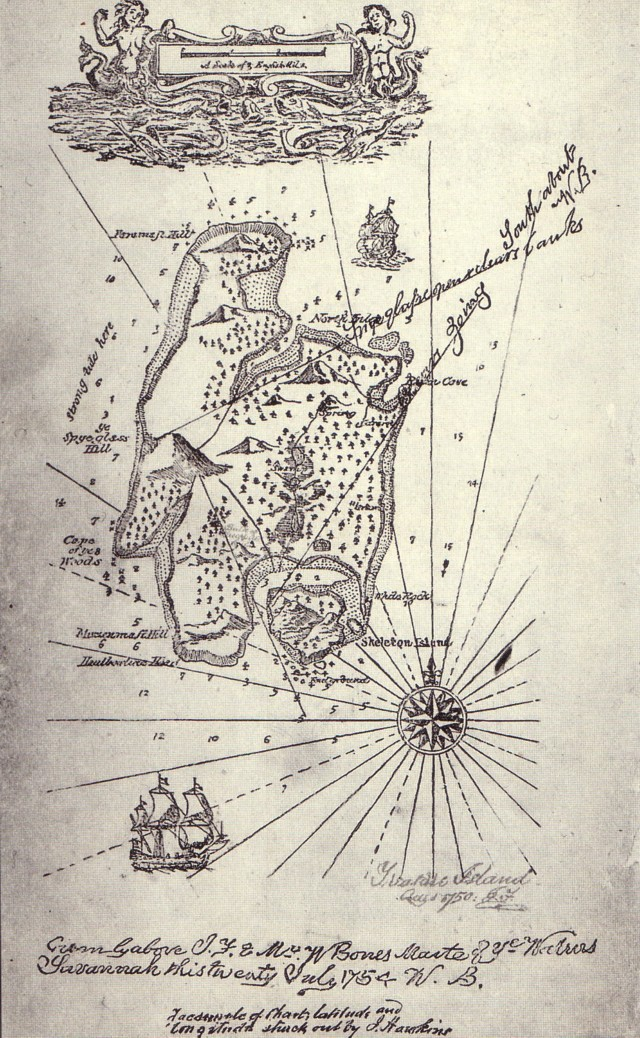
Karte der Schatzinsel

Eine Schatzkarte ist ein meist geheimer Lageplan oder eine Landkarte, in welcher ein versteckter, meist vergrabener Schatz verzeichnet ist oder zumindest Hinweise zu seinem Auffinden gegeben werden. 
Tatsächlich ist aus dem Goldenen Zeitalter der Piraterie nur von William Kidd (1645–1701) gesichert überliefert, dass er einen Schatz auf einer Insel versteckte und hierzu eine Schatzkarte anfertigte.
Das Thema wird seit der Antike bis in die heutige Zeit in Literatur und Kunst verwendet. Der wohl bekannteste Roman, der eine Schatzkarte zum Thema hat, ist Die Schatzinsel von Robert L. Stevenson. 
Verwendung findet sie auch in Geländespielen wie im beliebten Kinderspiel Schnitzeljagd. Das Motiv der Schatzkarte nebst dem zugehörigen Spruch „Das X markiert den Punkt“ wird auch oft in Filmen und Comics verwendet, zum Beispiel in der Indiana-Jones-Reihe oder bei Die Goonies.